# Diospyros impressa
Diospyros impressa là một loài thực vật có hoa trong họ Thị. Loài này được Dunn & R.S.Willliams mô tả khoa học đầu tiên năm 1920.